# 龍昇経理情報専門学校
龍昇経理情報専門学校（りゅうしょうけいりじょうほう せんもんがっこう）は、学校法人龍昇学園が運営している徳島県徳島市蔵本町にある専修学校。

## 沿革
- 1946年 - 龍昇珠算塾を開設。
- 1954年 - 財団法人龍昇学園の認可。
- 1965年 - 新校舎完成。
- 1976年 - 学校教育法一部改正に伴い専修学校として認可される。
- 2003年 - 龍昇経理情報専門学校に校名変更。
- 2020年2月20日 - 学校法人龍昇学園が認可される[1]

## 学科
- 商業専門課程
  - 経理情報科
- 商業高等課程
  - 経理情報科  - 当課程修了後、大学（短期大学を含む。大学院を除く。）への入学資格が得られる[2]

## 校訓
- 志気